# Săptămîna

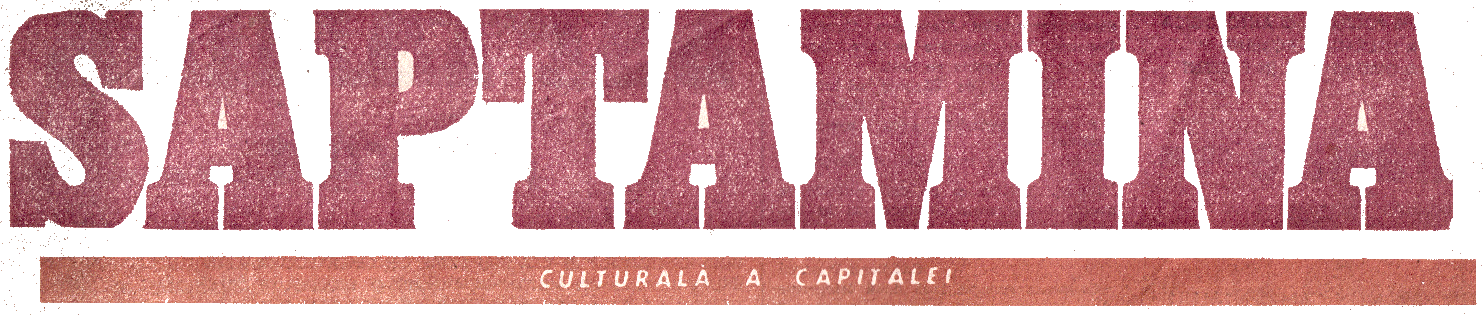
Antetul revistei Săptămîna în 1981

Săptămâna a fost o revistă literară din România, care a fost publicată începând din 1962. În anii 1980 la conducerea publicației se aflau Eugen Barbu și Corneliu Vadim Tudor.

## Istoric
Săptămâna culturală a Capitalei a fost un săptămânal care a apărut la București.
A fost condusă de Eugen Barbu din 1970 până în 1989, fiind un fel de revistă de scandal, dar și de succes, suspectată de toată lumea de legături cu Securitatea.
În 27 decembrie 1989 apare un număr cu titlul Săptămâna liberă.
În perioada 1991 - 1993 continuă să apară sub titlul Săptămâna, avându-l ca redactor-șef pe Dan Claudiu Tănăsescu.
Avea un supliment, cu titlul Ala-Bala.
În 1993 a devenit Magazin săptămâna.